# (449) Hamburga
(449) Hamburga es un asteroide perteneciente al cinturón de asteroides descubierto el 31 de octubre de 1899 por Friedrich Karl Arnold Schwassmann y Maximilian Franz Wolf desde el observatorio de Heidelberg-Königstuhl, Alemania.
Está nombrado por Hamburgo, una ciudad de Alemania.